# Holotrichia wangi
Holotrichia wangi är en skalbaggsart som beskrevs av Zhang och Li 1997. Holotrichia wangi ingår i släktet Holotrichia och familjen Melolonthidae. Inga underarter finns listade i Catalogue of Life.